# Plectris conformis
Plectris conformis är en skalbaggsart som beskrevs av Frey 1967. Plectris conformis ingår i släktet Plectris och familjen Melolonthidae. Inga underarter finns listade i Catalogue of Life.